# Martin Saller (Politiker)
Martin Saller (* 13. April 1903 in Bischofshofen; † 28. Juli 1965 in Salzburg) war ein österreichischer Politiker (ÖVP) und Landwirt. Er war von 1945 bis 1965 Abgeordneter zum Salzburger Landtag, von 1961 bis 1963 Zweiter Landtagspräsident-Stellvertreter und ab 1963 Landtagspräsident.

## Ausbildung und Beruf
Nach dem Besuch der Volksschule in Pöham und Bischofshofen absolvierte Saller zwischen 1924 und 1926 die Landwirtschaftsschule in Bruck an der Großglocknerstraße. Er übernahm in der Folge im Jahr 1928 das Lehengut in seiner Heimatgemeinde Bischofshofen und war dort bis zu seinem Tod als Landwirt tätig. Saller wurde 1950 der Berufstitel Ökonomierat verliehen.

## Politik und Funktionen
Saller  engagierte sich in der Zwischenkriegszeit zwischen 1927 und 1933 als Mitglied im Bundesausschuss des Katholischen Bauernbundes in Salzburg und war von 1933 bis 1936 dessen Vizepräsident. Zudem wirkte er bis 1934 als Bezirksparteiobmann der Christlichsozialen Partei des Pongaus.
Nach dem Zweiten Weltkrieg wurde Saller am 12. Dezember 1945 als Abgeordneter zum Salzburger Landtag angelobt und wo er zwischen 1954 und  1963 als Klubobmann des ÖVP-Landtagsklubs wirkte. Er war zudem vom  17. April 1961 bis zum 22. Februar 1963 Zweiter Landtagspräsident-Stellvertreter  und ab dem 22. Februar 1963 bis zu seinem Tod Präsident des Landtags. Daneben war er von 1945 bis 1949 Vizebürgermeister von Bischofshofen.
Saller war auch nach dem Zweiten Weltkrieg im Bauernbund aktiv, wobei er zwischen 1945 und 1965 die Funktion des Bezirksobmanns des Salzburger Bauernbundes ausübte und von 1949 bis 1965 auch stellvertretender Landesobmann des Salzburger Bauernbundes war. Innerparteilich hatte er von 1955 bis 1963 das Amt des Bezirksparteiobmanns der Volkspartei im Pongau inne.
Als weitere Funktionen hatte Saller von 1945 bis 1960 das Amt des Obmanns der Bezirksbauernkammer St. Johann im Pongau inne, war von 1952 bis 1965 Vizepräsident der Salzburger Landwirtschaftskammer und von 1952 bis 1965 Obmann des Überwachungsausschusses der Salzburger Landwirtschaftskrankenkasse aktiv. Zudem war er von 1945 bis 1957 Aufsichtsratsvorsitzender der Pongauer Molkereigenossenschaft.

## Auszeichnungen
- 1960: Goldenes Ehrenzeichen für Verdienste um die Republik Österreich[1]